# Ґарбно (Західнопоморське воєводство)
Ґарбно (пол. Garbno) — село в Польщі, у гміні Полянув Кошалінського повіту Західнопоморського воєводства.
Населення — 202 особи (2011).

## Демографія
Демографічна структура станом на 31 березня 2011 року:
|          | Загалом | Допрацездатний вік | Працездатний вік | Постпрацездатний вік |
| -------- | ------- | ------------------ | ---------------- | -------------------- |
| Чоловіки | 107     | 22                 | 79               | 6                    |
| Жінки    | 95      | 27                 | 52               | 16                   |
| Разом    | 202     | 49                 | 131              | 22                   |